# Amorphophallus variabilis
Amorphophallus variabilis är en kallaväxtart som beskrevs av Carl Ludwig von Blume. Amorphophallus variabilis ingår i släktet Amorphophallus och familjen kallaväxter. Inga underarter finns listade.

## Bildgalleri

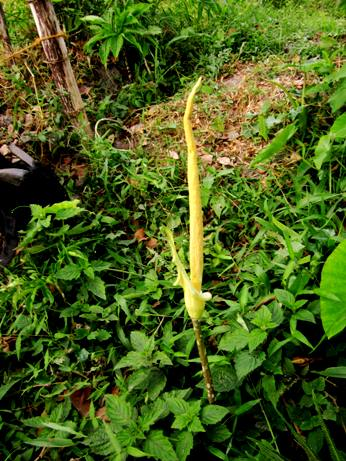
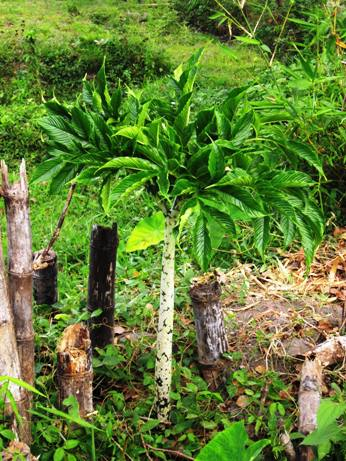